# The Art of Anal Sex
The Art of Anal Sex ist eine US-amerikanische Pornofilmreihe des in Paris geborenen Regisseurs Greg Lansky und des Studios Blacked.com. 
Die Reihe wird dem Genre Analsex zugeordnet. 

## Handlung
Wie bei anderen Tushy-Produktionsserien enthält jeder Film vier Analsexszenen, die zunächst als separate Szenen auf der Website des Studios veröffentlicht wurden.

## Rezensionen
Der Rezensent John Boy von XCritic empfahl den ersten Film der Serie. Dirty Bob von AVN lobte die Schauspielerei und gab dem Film vier von fünf Sternen. Adult DVD Talk gab dem ersten Film vier von fünf Sternen.

## Darsteller
- The Art of Anal Sex 1: Ash Hollywood, Cherie DeVille, Samantha Rone, Sabrina Banks.
- The Art of Anal Sex 2: Natasha Nice, Zoey Monroe, Ariana Marie, Karla Kush, Maya Grand.
- The Art of Anal Sex 3: Holly Michaels, AJ Applegate, Luna Star, Chanell Heart.
- The Art of Anal Sex 4: Jenna J. Ross, Ariana Marie, Riley Reyes, Jade Jantzen, Marley Brinx.
- The Art of Anal Sex 5: Lena Paul, Natalia Starr, Holly Hendrix, Eliza Jane.
- The Art of Anal Sex 6: Anya Olsen, Keisha Grey, Kristina Rose, Mia Malkova.
- The Art of Anal Sex 7: Ashley Fires, Jessa Rhodes, Kelsi Monroe, Quinn Wilde
- The Art of Anal Sex 8: Gina Valentina, Anissa Kate, Chloe Amour, Hime Marie
- The Art of Anal Sex 9: Lana Rhoades, Brett Rossi, Giselle Palmer, Ella Hughes, Jade Nile
- The Art of Anal Sex 10: Jessa Rhodes, Emily Willis, Avi Love, Jennifer White, Paige Owens, Jojo Kiss, Hime Marie
- The Art of Anal Sex 11: Adriana Chechik, Emily Willis, Kenzie Reeves, Tori Black, Vina Sky, Avi Love
- The Art of Anal Sex 12: Lexi Belle, Harmony Wonder, Zoe Bloom, Carolina Sweets
- The Art of Anal Sex 13: Little Caprice, Emily Willis, Kira Noir, Kimber Woods, May Thai
- The Art of Anal Sex 14: Alexis Tae, Spencer Bradley, Alberto Blanco, Nata Paradise, Christian Clay, Oliver Flynn, Natasha Lapiedra
- The Art of Anal Sex 15: Sia Siberia, Sophia Burns, Ryder Rey
- The Art of Anal Sex 16: Paige Owen, Lily Lou, Evelyn Payne, Lindsey Cruz

## Auszeichnungen
- 2017: AVN Award – Best Anal Movie (The Art of Anal Sex 3)[4]